# Diego Camargo
Diego Andrés Camargo Rueda (Santa Marta, 25 de mayo de 1975) es un comediante, presentador de televisión, locutor, director de televisión y actor colombiano.

## Carrera
Empezó como cuentero y Narrador Oral Escénico en 1992 en la Universidad de los Andes, donde aprendió el oficio del entonces cuentero y hoy comediante en vivo Andrés López (creador de la Pelota de Letras). Hizo parte de una corriente de narradores orales que se presentaba casi a diario en las universidades de Bogotá y que organizaron temporadas en salas como el Teatro Popular de Bogotá (TPB) y el Teatro Los Ladrillos, de Chía.
En 1995 estudió guion de TV en la Escuela Internacional de Cine y Televisión de San Antonio de los Baños (Cuba), y empezó a incluir herramientas narrativas de la escritura de libretos en sus cuentos, buscando que las historias clásicas de la tradición popular se vieran en el escenario más como películas.
En 1998 viajó a España, donde estudió Montaje de Cine en la Escuela de Cinematografía y Audiovisual de la Comunidad de Madrid. Viviendo en Madrid vio por primera vez un show de Stand-up Comedy en vivo en un club de comedia en el barrio Chueca y se enamoró del formato. A su regreso a Colombia trabajó como periodista en el diario El Tiempo, y aprendió el formato de Stand-up del comediante Gonzalo Valderrama, quien había sido profesor de otros humoristas como Antonio Sanint y Alejandra Azcárate. 
En 2005 empezó a trabajar como director de los programas de TV Nikneim y Mucha Música, en el Canal CityTV, y escribía guiones para el Talk Show Otro Programa Inútil Archivado el 12 de junio de 2018 en Wayback Machine., presentado por Isabella Santodomingo.
En 2007 se escribió su primer show A Ver si es tan Machito, y empezó a dedicarse exclusivamente a la comedia.
En 2010 participó por quinta vez en el Festival Iberoamericano de Teatro de Bogotá e hizo parte de la grabación de un especial de humor del Canal RCN, con el que empezó el programa de TV Los Comediantes de la Noche, junto con Alejandra Azcárate, Ricardo Quevedo, Gonzalo Valderrama, Freddy Beltrán, Diego Mateus, Alejandro Riaño e Iván Marín.
Empezó a dirigir la Franja de Humor del Canal RCN y los programas Fuera de Chiste, y The Suso´s Show, coproducido por el canal regional Telemedellín y presentado por el humorista Dany Alejandro Hoyos (Suso el Paspi). Ese año lanza su segundo show: No Soy yo… ¡Es usted!.
En 2013 grabó el primero de cinco especiales para el canal Comedy Central.

## Carrera Reciente
En 2014 estrenó El Último Convocado, un espectáculo de comedia centrado en la participación de la Selección colombiana de futbol en el Mundial de Brasil 2014. Ese espectáculo estuvo en temporada en el Teatro Nacional La Castellana.
Como consecuencia de esa temporada, la crítica especializada en teatro en Colombia lo catalogó: “El comediante más grande!”.
Ese mismo año se convirtió en presentador del programa La Sopa Colombia, del canal E! Entertainment TV.
En 2016 se convirtió en el primer humorista colombiano en participar en el New York Comedy Fest, como el espectáculo Sur, junto a los comediantes Natalia Valdebenito, de Chile, y Ezequiel Campa, de Argentina. 
En 2017 empezó a presentar en programa Nexo, de la cadena deportiva ESPN, y participó en la temporada de comedia Indignados Social Club, en el Teatro Cafám de Bellas Artes; un espectáculo de comedia se burlaba de los políticos colombianos y la clase dirigente corrupta. 
En 2018 lanzó de El Último Convocado, Edición Rusia; una versión recargada de El Último Convocado, ambientada en el Mundial de Fútbol de Rusia 2018. 
Luego de cerrar de la gira de ese show, decidió montar de nuevo uno de sus trabajos más presentados de la época de narrador Oral, y lanzó una temporada en el teatro Casa E, con El Gorro del Rey, basado en la historia clásica de las Aventuras del Barón de Munchausen.
En 2019 renuncia a Espn  y vuelve a la locución de radio como parte del equipo de El Levante de los 40 , de la cadena radial Caracol Radio.

## Filmografía

### Presentador y actor de televisión
- Radiocity (2007)
- Los comediantes de la noche (2010)
- RCN Celebra a Chespirito (2012)
- Fuera de Chiste (2012)
- Stand-Up Sin Fronteras (2013)
- La Sopa Colombia (2014)
- Invasión Colombiana by Comedy Central (2014)
- La Pelu (2014)
- Invasión Colombiana 2 by Comedy Central (2016)
- Todo el mundo lo hace: Diario de un hombre ansioso (2017)
- Stand-Up Colombia by Comedy Central (2017)
- Nexo ESPN (2017-2019)
- El Levante de los 40 (2019)
- MasterChef Celebrity (2021)[2]
- Enfermeras (2021)[3]
- Las gestas del tiempo (2021-2022; 2025-)[4]

## Cine
- Nadie sabe para quién trabaja (2017)
- Pa' las que sea papá (2018)
- Mamá al volante (2019)
- Un parcero en New York (2022)[5]
- Amar es madurar (2023)[6]